# Verso sud (film)
Verso sud è un film del 1992 diretto da Pasquale Pozzessere.
La pellicola ha per protagonisti Antonella Ponziani e Stefano Dionisi.

## Trama
Roma. Paola è una ragazza madre appena uscita dal carcere; Eugenio è un giovane senzatetto dedito all'alcol. Paola ha un bambino, di nome Chicco, che va a trovare nell'istituto per minori in cui vive.
Una sera Eugenio va alla mensa della Caritas e vi incontra Paola, che gli chiede se conosce un posto dove poter dormire. Eugenio la porta alla stazione, in un vagone in deposito nel quale è solito passare la notte. Lì i due fanno l'amore. Il mattino seguente si salutano dandosi appuntamento per la sera alla mensa.
Eugenio cerca lavoro da un conoscente, che però lo caccia in malo modo, così decide di rivolgersi al prete della stessa chiesa in cui era solito rubare. Il sacerdote gli propone di dare una mano a un signore che si arrangia raccogliendo il cartone: Eugenio accetta. La sera si presenta alla Caritas, aspetta fino alla chiusura ma Paola non arriva. Allora si dirige sconsolato alla stazione, dove la incontra. Decide di portarla in un edificio sottoposto a sequestro che aveva notato nel pomeriggio. Il loro legame si rafforza, ma Paola è spaventata all'idea che le tolgano il figlio, e un giorno, rientrando a casa, Eugenio scopre che lei se ne è andata. Ubriacatosi, va alla stazione e si addormenta su un marciapiede. Quando torna nell'appartamento trova Paola che gli mostra il piccolo Chicco e gli racconta di come, per un caso fortuito, è riuscita a portarlo via dall'istituto.
Ben presto Eugenio si rende conto che restando nell'appartamento verrebbero scoperti, così ruba una macchina per andare, con quella che ormai considera la sua famiglia, da un amico giostraio in Puglia che può farli imbarcare clandestinamente per la Grecia. Arrivato a destinazione, dovendosi procurare i soldi necessari per il viaggio, si fa coinvolgere in una rapina ad un supermercato. Nonostante una sparatoria, il colpo va a segno, apparentemente senza conseguenze.
Eugenio, Paola e Chicco partono così per Brindisi, dove li aspetta un uomo per nasconderli in un camion da imbarcare alla volta di Patrasso. Lungo la strada, però, si scopre che Eugenio nella rapina è stato ferito. Il giovane rifiuta il ricorso alle cure giungendo a destinazione, stremato. Ormai agonizzante consegna i soldi a Paola e le dice a chi rivolgersi quando arriverà allo scalo merci, quindi muore. Paola e Chicco riescono a imbarcarsi.

## Produzione
Si tratta dell'opera prima di Pasquale Pozzessere, pugliese, nativo di Lizzano, che ha ambientato e girato parte del film nella sua regione.
Le scene ambientate a Brindisi sono state in realtà girate a Taranto e dintorni. In particolare si nota la consegna del bottino sotto il ponte di Punta Penna, mentre il protagonista muore presso lo stabilimento Ilva.

## Riconoscimenti
- 1993 - David di Donatello
  - Migliore attrice protagonista  a Antonella Ponziani
  - Candidatura Miglior regista esordiente  a Pasquale Pozzessere
- 1993 -  Nastro d'argento
  - Migliore attrice protagonista a Antonella Ponziani
  - Candidatura per il Miglior regista esordiente a Pasquale Pozzessere
- 1992 -  Grolla d'oro
  - Miglior regista esordiente a Pasquale Pozzessere
  - Miglior produttore a Pasquale Pozzessere